# Scotopteryx elbursica
Scotopteryx elbursica là một loài bướm đêm trong họ Geometridae.